# 龙鸣
《龙鸣》（日文：、DRAGONAUT THE RESONANCE，简称：DRAGONAUT）是2007年10月3日播出的日本電視动画，由GONZO制作。

## 故事简介
近未来，地球上的人类的安危被来自冥王星的巨大陨石Thanatos所威胁着。为了对抗Thanatos，人类以国际太阳系开发机构「ISDA」为发足点，秘密进行着一向不为人知的开发计划，这个计划被命名为「D计划」，这个计划的内容为利用在小笠原近海发现的謎之生命体「龙」进行生态兵器的开发，然后利用「龙」去直接破坏Thanatos，正在这个计划正在推进的同时，因事故在兩年前失去家人的孤独少年与搭救他的謎之少女命运般的相遇了……
漫畫版中的設定和動畫版差異頗大。

## 登场人物

### 主要人物
神科陣（声优：小野大輔）
男主角。因事故失去家人孤独生活的18岁少年。命運般地與謎之少女托亞相遇、相恋。被卷入了「D计划」，但仍然对托亞贯彻着爱。
托亞（声优：茅原实里）
女主角。突然出现在陣面前的少女。拥有超人的身能，其實是龍「ALBUM（拉丁文，意思為「純白」）」。似乎与以前的陣有些关系。
名字來自於陣持有的金屬環的另一半「To Ai」（陣持有的那一半金屬環是寫著「Jin」，合起來涵義即「陣與愛」，為兄妹倆之名），不過因為事故過後，托亞持有的那一半只剩下「To A」能夠閱讀，因此托亞就以此當成自己跟人溝通的名字。
奇歐（声优：諏訪部順一）
与陣一起行动的青年，是沉睡的龍。不喜歡被人約束，因此對於本應是他主人的和樹的命令完全不管。
他本來对陣頗有意见，但随着时间的推移两个人萌生了男人的友情。
名字來自於和樹將代號「G10」誤認成「GIO」而給的名字。

### 國際宇宙開發機關ISDA
吉庫琳德・巴烏姆加爾特（声优：水树奈奈）
人虽小巧但头脑非常好的天才少女。但因为天才而倍受孤立的她对现在与她在一起的人有着更强的执念。
橘和樹（声优：柿原彻也）
与陣是同年玩伴，但事故发生后陣就与他一直保持着距离，但因为D计划两人又相遇了。
同時也因為陣將原本應該屬於他的龍「吉歐」帶走，因而讓兩人之間出現了許多裂痕。
宗谷明（声优：澤城美雪）
假小子，因为与陣相遇，开始思考人与「龙」的关系。
最後為了保護陣和托亞死在嘉涅特的刀下。
玛琦娜（声优：后藤邑子）
女性荷尔蒙满载的角色。与拍档是完全两个反差。但两个人却一直一起行动。
目睹明死后，目前属于失控暴走状态。
莱纳・克羅姆維（声优：竹若拓磨）
龙鸣部队的队长，与陣有着微妙关系。
咆哮之星（声优：杉田智和）
莱纳的搭档，性格非常直爽。雖然很容易激动，但卻是个好人。
阿瑪迪斯（声优：丸山詠二）
叫杰奎琳为小姐，像管家一般存在着的老人。
名字源自於杰奎琳死去的狗名。
維多（声优：千葉紗子））
原本的拍档因意外而亡，後來在一次的機會接觸到失去奇歐的橘和樹而成為搭檔。
班賽爾・沙加奇（声优：中田讓治）

北島悠理（声优：淺野麻由美）

伊薩奇・卡斯加（声优：鄉田穗積）

奇里魯・賈傑耶夫（声优：長）

悠納米涅・寇（声优：楠大典）

倉田咲（声优：福井裕佳梨）

嘉慶涼子（声优：小林優）

新宮寺惠（声优：中村知世）

### 吉爾亞德新首長國
嘉涅特・馬克琳（声优：平野綾）
基爾阿德軍的少校，雖然穿著暴露且爆乳，但是其戰鬥能力卻十分高強，而且也十分好戰。
其本体也是一只龙。基尔阿德的王子阿希姆是其龙鸣者。

## 专有名词、世界观
龙
拥有高智能以及超级攻击力的究极生命体。在小笠原冲深海发现的卵状态的「龙」被送往「ISDA」秘密进行培育。
這些被孵出來的龍會以人的型態和人溝通，被稱為「龍鳴者」，能夠在戰鬥時變身為龍，並和主人一同戰鬥。
ISDA太陽系開發機構
把各國的宇宙開發機構進行統合整理後形成的世界共同宇宙開發組織。作為民間組織，在原則上是非武裝組織，不能開放和運用兵器。反恐等必要的警備任務主要委任給基爾阿德首長國。基爾阿德警備部隊駐紮在ISDA的各大設施裡。是策劃和執行DRAGONAUT計劃的主導組織。
ISDA029航班
ISDA的地月間長距離往返太空梭。由陣的父親－神科永智擔任機長，但在帶著陣全家出航之時，卻碰上了意外，太空梭全毀，只有陣一個人存活。
飛龍小組
D計劃中以萊納·克羅姆維為領隊的航龍－Dragonaut小隊。Lindwurm為德語中的飛龍、有翼龍。
塔那托斯
希臘神話中的死神—突然飛到太陽系，撞碎了冥王星的小行星。目前停留在原冥王星軌道上。
新小笠原（小笠原新群島）
數十年前浮出水面，位於小笠原列島南部的新群島。由陸島、海島和宙島三大島構成。
新小笠原樞紐城
集中了陸島的主要設施的都市部分的名稱。主要是居住區。
太空梭彈射器
新小笠原裡最重要的設施。把準備脫離大氣層的太空梭加速到沖壓式噴氣發動機的啟動速度再發射出去的長軌彈射器。本來做成直線形軌道最合適，但由於不符合地理條件的要求而做成了圓周形的軌道。太空梭在軌道上能夠突破音速，邊放出衝擊波邊疾行的風景使其成為了觀光勝地。

## 主题曲
- 片头曲：「perfect blue」

歌：ATSUMI
作詞、作曲、編曲：Jazzin' park
- 第一片尾曲：「Rain Of Love」

歌：福井裕佳梨
作詞：藤林聖子／作曲、編曲：高木洋
- 第二片尾曲：「FIGHT OR FLIGHT」

歌：小林優
作詞：佐藤美記子／作曲：IPPEI／編曲：HΛL

## 各集標題
| 集數               | 日文標題 | 中文標題翻譯          | 劇本     | 分鏡            | 演出       | 作畫監督                              |
| ------------------ | -------- | --------------------- | -------- | --------------- | ---------- | ------------------------------------- |
| 1                  |          | 共鳴 -手牽著手-       | 前川淳   | 小野學          | 林直孝     | 坂崎忠                                |
| 2                  |          | 相逢 -開始改變的世界- | 前川淳   | 小野學          | 山名隆史   | 山本晃宏                              |
| 3                  |          | 覺醒 -集合之翼-       | 前川淳   | 小野學          | 水本葉月   | 小島彰                                |
| 4                  |          | 飛翔 -飛向藍天的盡頭- | 前川淳   | 須永司          | 篠原俊哉   | 野崎真一                              |
| 5                  |          | 交錯 -開始下雨-       | 前川淳   | 名村英敏        | 菊池勝也   | 金子                                  |
| 6                  |          | 再會 -互相吸引的思念- | 前川淳   | 日高政光        | 吉田秀之   | 清水慶太                              |
| 7                  |          | 追憶 -水面映照的內心- | 前川淳   | 須永司          | 瀨藤健嗣   |                                       |
| 8                  |          | 別離 -來自虛空的聲響- | 前川淳   | 小林孝志        | 小林孝志   | 山中正博                              |
| 9                  |          | 決意 -穿越疾風-       | 廣田光毅 | 日高政光        | 山崎茂     | 才木康寬                              |
| 10                 |          | 真實 -破碎之鏡-       | 前川淳   | 西本由紀夫      | 西本由紀夫 | 小林利充                              |
| 11                 |          | 鳴動 -探求真相-       | 前川淳   | 關野昌弘        | 關野昌弘   | 山本晃宏 小林理                       |
| 12                 |          | 強襲 -灼熱的使者-     | 宮崎真一 | 龜山茂樹        | 渡邊哲也   | 森田岳士                              |
| 13                 |          | 光臨 -揭示的路標-     | 前川淳   | 林直孝          | 名村英敏   | 小島彰                                |
| 14                 |          | 朋友 -改變的未來-     | 前川淳   | 大橋譽志光      | 山名隆史   | 野崎真一                              |
| 15                 |          | 擁抱 -相互呼應的人們- | 廣田光毅 | 大森英敏        | 吉田秀之   | 清水慶太                              |
| 16                 |          | 慟哭 -被撕裂的命運-   | 前川淳   | 須永司          | 瀨藤健嗣   |                                       |
| 17                 |          | 咆哮 -明星燃燒之時-   | 宮崎真一 | 須永司          | 菊池勝也   | 山中正博                              |
| 18                 |          | 平穩 -短暫的日常-     | 森田繁   | 龜山茂樹        | 日高政光   | 森田岳士                              |
| 19                 |          | 家族 -溫暖的碎片-     | 砂山藏澄 | 須永司          | 友田正晴   | 氏家嘉宏 都竹隆治                     |
| 20                 |          | 奪回 -被切斷的羈絆-   | 樋口達人 | 名村英敏        | 市村徹夫   | 野崎真一 小林理                       |
| 21                 |          | 決別 -繼承者-         | 東川育子 | 小林孝志        | 小林孝志   | 山本晃宏 小島彰                       |
| 22                 |          | 襲來 -審判之時-       | 森田繁   | 渡邊哲哉 小野學 | 吉田徹     | 清水慶太 中澤勇一                     |
| 23                 |          | 陣亡 -悲傷及希望-     | 樋口達人 | 米谷良知        | 水本葉月   |                                       |
| 24                 |          | 逆鱗 -消逝的未來-     | 砂山藏澄 | 名村英敏        | 龜山茂樹   | 渡邊穩寬、野道佳代 北條直明、森田岳志 |
| 25                 |          | 共鳴 -永遠的鳴響著-   | 森田繁   | 菊池勝也        | 小野學     | 坂崎忠、山本晃宏 小島彰、山中正博     |
| 26 （DVD原創故事） |          | 孤島 -被禁閉的喧鬧-   | 森田繁   | 小野學 林直孝   | 林直孝     | 坂崎忠                                |

## 播放电视台
日本深夜動畫：下文記載的日本国内播放時間使用日本標準時間（UTC+9）表示。因為部分時間标识會採用30小时制，因此請留意这类超过24:00的时间，其實際播放時間為翌日清晨。
| 播放地域     | 電視台       | 播放日期                      | 播放時間（UTC+9）              |
| ------------ | ------------ | ----------------------------- | ------------------------------ |
| 關東地區     | 东京电视台   | 2007年10月3日 - 2008年3月26日 | 星期三 25:50 - 26:20           |
| 大阪府       | 大阪電視台   | 2007年10月9日 - 2008年4月1日  | 星期二 25:30 - 26:00           |
| 北海道       | 北海道電視台 | 2007年10月10日 - 2008年4月2日 | 星期三 25:50 - 26:20           |
| 愛知縣       | 愛知電視台   | 2007年10月10日 - 2008年4月2日 | 星期三 26:58 - 27:28           |
| 岡山、香川縣 | 瀨戶內電視台 | 2007年10月11日 - 2008年4月3日 | 星期四 25:28 - 25:58           |
| 福岡縣       | TVQ九州放送  | 2007年10月13日 - 2008年4月5日 | 星期六 26:40 - 27:10           |
| 日本全域     | AT-X         | 2007年11月6日 - 2008年4月22日 | 星期二 9:30 - 10:00 （有重播） |

| 東京電視台 星期三25:50-26:20 | 東京電視台 星期三25:50-26:20 | 東京電視台 星期三25:50-26:20 |
| ---------------------------- | ---------------------------- | ---------------------------- |
|                              | 龍鳴                         |                              |
| 機神大戰 巨型方程式          |                              |                              |

## 外部連結
- 官方網站（日語）
- 官方網站（東京電視台）（页面存档备份，存于）（日語）
- GONZO作品情報（日語）